# 吉祥天女 (漫画)
吉祥天女，日本漫畫家吉田秋生的作品，連載於Betsucomi1983年3月号至1984年7月号，1983年獲小学馆漫画赏。
2006年由該作改編的電視劇版播出，2007年6月電影版上映，同年5月出版了同名小說。

## 電視劇
2006年4月15日起在深夜1時25分于朝日電視台播出，全10回。

### 故事概要
眾多覬覦葉家財產的野心分子們，想要掠奪屬於號稱天女末代子孫的葉家千金小姐小夜子的財產，各展手段。小夜子繼承了天女高貴凌然的美貌，但同時又是一個「只要眼前出現妨礙自己的人，就會用盡一切手段去消滅」的惡魔。由於美貌，雖然並非出於本人意志，小夜子很容易招惹男性。為了保護自己和家人，小夜子利用自己獨特的魅力，努力孤獨地戰鬥著。

### 出演
- 叶小夜子：岩田小百合
- 遠野涼：松尾敏伸
- 遠野暁：池田努
- 叶浮子：北川弘美
- 浅井由似子：桐谷美玲
- 大野真理：水崎綾女
- 今井久子：渡部彩
- 吉沢真：山根和馬
- 浅井鷹志：村上幸平
- 小川雪政：井田國彥

### 攝影地
靜岡縣小山町

## 電影
由鈴木杏主演的電影版已於2007年6月30日上映。

### 攝影地
石川縣金澤市